# Kazimierz Dziewoński

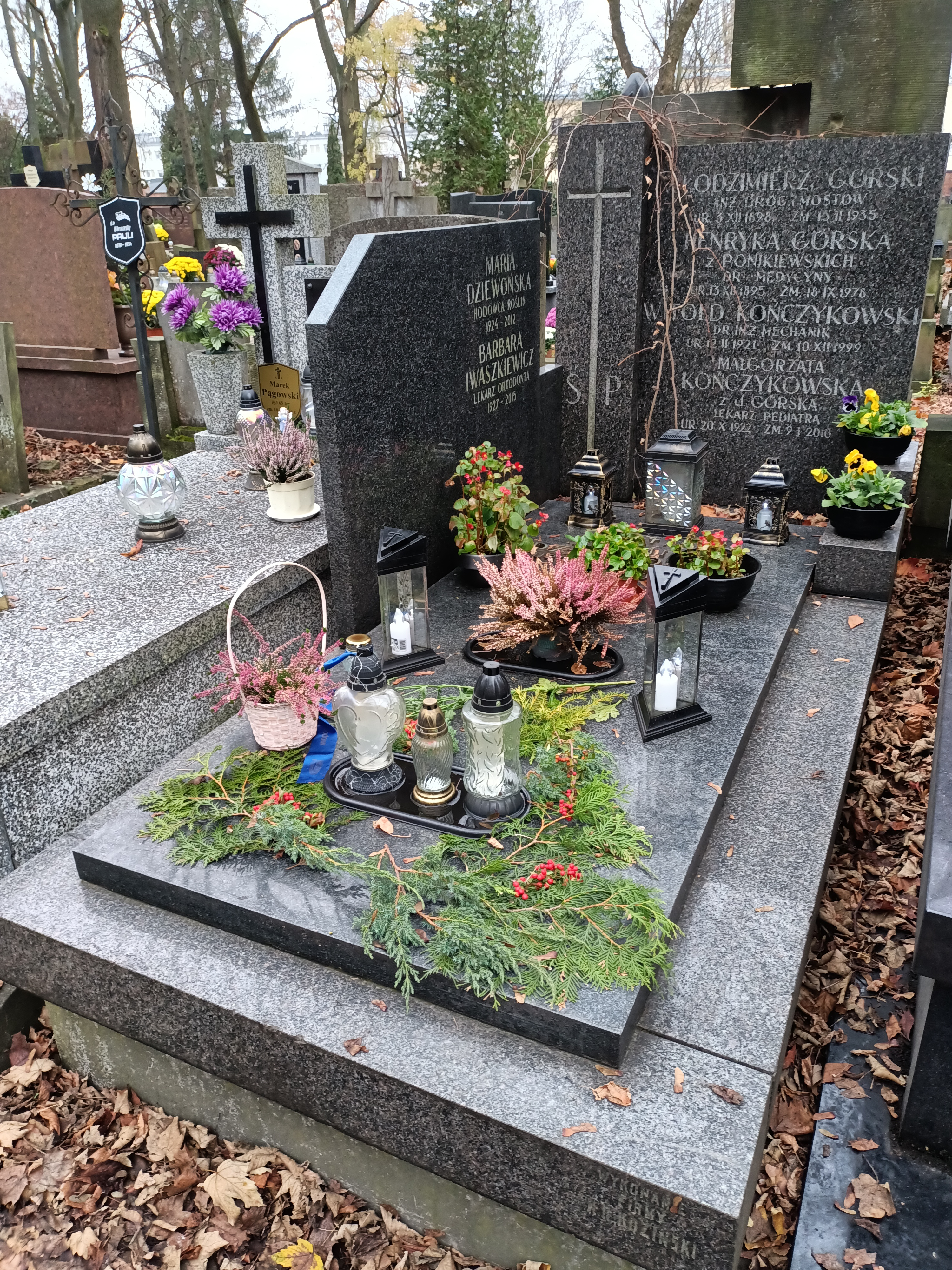
Grób Kazimierza Dziewońskiego na cmentarzu Powązkowskim w Warszawie

Kazimierz Józef Dziewoński (ur. 10 lipca 1910 w Iwanowie w Rosji, zm. 4 listopada 1994 w Otrębusach koło Warszawy) – polski architekt, urbanista i geograf, profesor Instytutu Geografii Polskiej Akademii Nauk, doktor honoris causa Uniwersytetu Poznańskiego.

## Życiorys
Był synem Karola (profesora chemii organicznej Uniwersytetu Jagiellońskiego) i Heleny z Ponikiewskich. Świadectwo dojrzałości uzyskał w gimnazjum im. Augusta Witkowskiego w Krakowie (1929). Studia wyższe na Wydziale Architektury Politechniki Lwowskiej ukończył z tytułem inżyniera architekta (1934). Pracę zawodową podjął w Biurze Planowania Regionalnego Podhala i Beskidów Zachodnich w Warszawie (1934), a następnie przeniósł się do Krakowa, gdzie pracował jako kierownik w Miejskiej Pracowni Urbanistycznej (1935). 
Wybuch II wojny światowej zastał go w Stanach Zjednoczonych, gdzie pracował jako projektant w Studiu Architektonicznym A. Raymonda. W lipcu 1941 zgłosił się jako ochotnik do tworzonych w Kanadzie oddziałów wojska polskiego, z którym przybył w 1942 do Wielkiej Brytanii. Jesienią 1942 został odkomenderowany do Polskiej Szkoły Architektury w Liverpoolu, gdzie wykładał problematykę z zakresu planowania urbanistycznego (1942–1945). Po powrocie do kraju w końcu 1945 stanął na czele Biura Studiów Głównego Urzędu Planowania Przestrzennego w Warszawie. W 1948 uzyskał dyplom doktora nauk technicznych na Politechnice Warszawskiej (rozprawa Zasady przestrzennego kształtowania inwestycji podstawowych), którego promotorem był prof. dr Tadeusz Tołwiński. Od 1954 był profesorem nadzwyczajnym, od 1964 profesorem zwyczajnym w Instytucie Geografii PAN. Specjalista geografii ekonomicznej, zajmował się geografią zaludnienia i osadnictwa oraz regionalizacją ekonomiczną. Najwybitniejszym jego dziełem z zakresu geografii miast jest praca pt. Baza ekonomiczna i struktura funkcjonalna miast (1971), stanowiąca podsumowanie teoretycznych podstaw badań nad funkcjami miast prowadzonymi przez geografów na całym świecie. Był promotorem 21 obronionych prac doktorskich (1959-1987).
Od 1976 był członkiem rzeczywistym Polskiej Akademii Nauk. Zasiadał w komitetach i komisjach Akademii, był m.in. zastępcą przewodniczącego Komitetu Przestrzennego Zagospodarowania Kraju (1965–1978), przewodniczącym (1984–1990) i honorowym przewodniczącym (od 1992) tegoż Komitetu, przewodniczącym Komisji Planu Krajowego Komitetu Przestrzennego Zagospodarowania Kraju (1966–1968), przewodniczącym (1966–1969, 1981–1983) i zastępcą przewodniczącego (1969–1972) Komitetu Nauk Geograficznych. Członek honorowy Towarzystwa Urbanistów Polskich. W 1982 został powołany w poczet członków reaktywowanego Towarzystwa Naukowego Warszawskiego. W 1990 Uniwersytet im. Adama Mickiewicza w Poznaniu nadał mu doktorat honoris causa.
Spoczywa na cmentarzu Powązkowskim w Warszawie (kwatera 284a, rząd 1, grób 3).

## Ważniejsze dzieła
- Ogólny plan zabudowania miasta Rzeszowa (1938, z W. Śmigielskim)
- Zasady przestrzennego kształtowania inwestycji podstawowych (1948)
- Zagadnienia lokalizacji produkcji (1951)
- Geografia miast i osiedli w Polsce (1953)
- Baza ekonomiczna i struktura funkcjonalna miast. Studium rozwoju pojęć, metod i ich zastosowań (1971)
- Rozwój i rozmieszczenie ludności Polski w XX wieku (1967, z L. Kosińskim)
- Teoria regionu ekonomicznego (1967)
- Koncepcje i metody badawcze z dziedziny osadnictwa (1990)

## Życie prywatne
Nie założył rodziny. Siostra Maria została docentem fitopatologii i hodowli roślin w Instytucie Ziemniaka w Boninie.